# Kisempia Sungilanga
Philemon Kisempia Sungilanga Lombe a été le 17e chef d'État major général des Forces armées de la République démocratique du Congo (FARDC) du 26 juin 2004. au mardi 12 juin 2007, jour où il est remplacé par le lieutenant-général Dieudonné Kayembe Mbandakulu.

## Biographie
Le lieutenant-général Kisempia a été formé à l’École royale des cadets de Bruxelles de 1964 à 1967 lorsqu’il obtient son diplôme. Il suit ensuite des cours à l’École royale militaire de 1967 à 1971. De 1971 à 1972, il suit des cours à l’École des troupes blindées d’Arlon. Cinq ans plus tard, en 1977, il rejoint l’École de techniciens d'état-major, jusqu’en 1979. De 1982 à 1984, il suit des cours à l’Institut royal supérieur de défense BEM à Bruxelles.